# Tetsuhiro Kina
Tetsuhiro Kina (喜名 哲裕 Kina Tetsuhiro?, nacido el 10 de diciembre de 1976 en Naha, Okinawa) es un exfutbolista japonés. Jugaba de centrocampista y su último club fue el Okinawa Kaiho Bank de Japón.

## Trayectoria

### Clubes
| Club                 | País  | Año         |
| -------------------- | ----- | ----------- |
| Nagoya Grampus Eight | Japón | 1995 - 1999 |
| FC Tokyo             | Japón | 2000 - 2003 |
| Omiya Ardija         | Japón | 2004        |
| Avispa Fukuoka       | Japón | 2005        |
| Tokyo Verdy          | Japón | 2006        |
| Roasso Kumamoto      | Japón | 2007 - 2009 |
| Okinawa Kaiho Bank   | Japón | 2010 - 2011 |

## Palmarés

### Títulos nacionales
| Título             | Club                 | País  | Año  |
| ------------------ | -------------------- | ----- | ---- |
| Copa del Emperador | Nagoya Grampus Eight | Japón | 1995 |
| Copa del Emperador | Nagoya Grampus Eight | Japón | 1999 |